# Fluorvesuvianita
La fluorvesuvianita és un mineral de la classe dels silicats, que pertany al grup de la vesuvianita. Rep el nom per la seva relació amb la vesuvianita i el domini del fluor sobre l'hidròxid en la seva composició química.

## Característiques
La fluorvesuvianita és un silicat de fórmula química Ca19Fe3+Al₄(Al₆Mg₂)(☐₄)☐[Si₂O₇]₄[(SiO₄)10]O(F,OH)9. Va ser aprovada com a espècie vàlida per l'Associació Mineralògica Internacional l'any 2000. Cristal·litza en el sistema tetragonal. La seva duresa a l'escala de Mohs és 6.
Segons la classificació de Nickel-Strunz, la fluorvesuvianita pertany a «09.B - Estructures de sorosilicats amb grups barrejats de SiO₄ i Si₂O₇; cations en coordinació octaèdrica [6] i major coordinació» juntament amb els següents minerals: al·lanita-(Ce), al·lanita-(La), al·lanita-(Y), clinozoisita, dissakisita-(Ce), dol·laseïta-(Ce), epidota, hancockita, khristovita-(Ce), mukhinita, piemontita, piemontita-(Sr), manganiandrosita-(La), tawmawita, tweddillita, ferrial·lanita-(Ce), niigataïta, manganiandrosita-(Ce), dissakisita-(La), vanadoandrosita-(Ce), uedaïta-(Ce), epidota-(Sr), al·lanita-(Nd), ferrial·lanita-(La), åskagenita-(Nd), zoisita, macfal·lita, sursassita, julgoldita-(Fe2+), okhotskita, pumpel·lyïta-(Fe2+), pumpel·lyïta-(Fe3+), pumpel·lyïta-(Mg), pumpel·lyïta-(Mn2+), shuiskita, julgoldita-(Fe3+), pumpel·lyïta-(Al), poppiïta, julgoldita-(Mg), ganomalita, rustumita, vesuvianita, wiluïta, manganovesuvianita, vyuntspakhkita-(Y), del·laïta, gatelita-(Ce) i västmanlandita-(Ce).

## Formació i jaciments
Va ser descoberta a la mina Lupikko, situada al districte de Pitkyaranta, dins la regió de Ladoga (República de Carèlia, Rússia). Es tracta de l'únic indret de tot el planeta on ha estat descrita aquesta espècie mineral, tot i que també ha estat reportada al Waziristan Septentrional (Pakistan), indret sense confirmar.